# Corporación Multimundo
Grupo radiofónico con presencia en la ciudad de Santiago de Querétaro, Querétaro, llamado oficialmente "El poder de la comunicación".

## Historia
El lunes 1 de agosto de 1977 se anuncia el nacimiento de un nuevo grupo radiofónico en Querétaro que fusionaría los conceptos de Grupo ACIR, Núcleo Radiocentro Queretano (Corporación Mexicana de Radiodifusión) y el grupo Fresas de la Alegría (hoy Radio Grupo Antonio Contreras), la finalidad original era realizar una alianza estratégica a fin de crear una agencia de publicidad radiofónica para unificar criterios y manejar tarifas justas para todos. De esta manera juntan las estaciones XEXE-AM Radio Capital 1490 AM (Grupo ACIR) representada por el ingeniero Carlos A. Caballero y el Sr. Francisco Ibarra, la XEQG-AM Canal 98 representada por el Sr. Antonio 'El Pollo' Contreras Hidalgo; y las emisoras de casa, la XEJX-AM Radio Dólar y XENA-AM Radio Alegría 1450 AM ambas representadas por el Sr. Emilio Nassar Hamze, siendo el edificio de Radio Centro de Querétaro el centro de transmisiones del que grupo que se llamó Desarrollo Radiofónico SA de CV.
En 1979 una nueva emisora, la XEGV-AM Sono Mundo 1120 AM también se afilia al grupo, así como también la primera emisora comercial de Querétaro en FM la XHOE-FM Estéreo Mundo de Querétaro 95.5 FM el 1 de junio de 1980. Para principios de 1982 la XHOZ-FM La Super Estrella 94.7 FM propiedad del ingeniero René Olivares también se afilia al grupo, siendo de esta manera 7 emisoras las que transmitían desde este grupo.
Para 1985 con la llegada del señor Jaime Díaz de Sandi nace Grupo ACIR Querétaro, lo que da origen a la separación de algunas emisoras, quedándose afiliadas a Desarrollo Radiofónico solamente la XEJX-AM La Divertida 1250 AM, la XENA-AM Radio Alegría 1450 AM y la XHOE-FM Estéreo Mundo 95.5 FM, pero en 1987 los concesionarios de las emisoras XEHY-AM 1310 AM La Poderosa y la XHMQ-FM Stereo Vida 98.7 FM se afilian a este grupo, permaneciendo estas 5 emisoras afiliadas al grupo hasta finales de 1995. En 1988 la nueva emisora XEKH-AM 1020 AM Radio Centro también es afiliada a este grupo, aunque en 1991 se separa del grupo para -junto con la XHQRT-FM 91 DAT- fundar Respuesta Radiofónica.
En 1993 hubo algunos cambios, comercialmente el grupo pasó de ser Desarrollo Radiofónico a Corporación Multimundo Radio y los formatos de algunas emisoras, XEJX Radio Dólar se convirtió en Antena 1250, XHMQ Fantasia 99 se convirtió en Fama 99.
En 1995 se inicia una alianza con emisoras de Celaya (XECEL-AM Radio Lobo 950 AM y XHCGT-FM El y ella 107.5 FM), Torreón (XHEN-FM 100 punto 3 FM y XEQN-AM Radio Capullo 740 AM) y San Miguel de Allende (XHMIG-FM Fantasia 106 FM). A finales de 1995 las emisoras XEHY-AM 1310 La señal de las estrellas y XHMQ-FM El y Ella se desafilian de este grupo para integrarse a Radiorama Bajío, mientras que en Querétaro las emisoras que quedaron fueron XEJX-AM Radio Lobo, XENA-AM Radio Alegría 1450 AM, XHOE-FM Planeta 95.5 FM.
En abril de 1996 la XHOZ-FM Stereo Digital 94.7 FM es vendida por el Ing. René Olivares, -quien además separa sus emisoras XEFG-AM Radio Juventud y XEOF-AM Estéreo Carnaval de Grupo ACIR Celaya- por lo que dicha emisora es adquirida por este grupo. Después XHOZ-FM sería conocida como Stereo 94.7 FM. El concepto de Stereo Digital se mudaría a la ciudad de celaya Guanajuato a las emisoras XHZN-FM 99.3 FM y XEZN 780 AM.
En 1999 y como estrategia de mercado, se decide desafiliar a las emisoras de AM, siendo la primera la XEJX-AM Corazón 1250 AM que pasó a ser parte de Grupo Fórmula Querétaro y en 2003 a la XENA-AM Radio Alegría 1450 AM que pasó a ser parte de Grupo Radiodifusoras Capital, además de la separación de las emisoras de Celaya.
En el año 2007, la XHOZ-FM Exa 94.7 FM, XHMIG-FM Exa 105.9 FM y XHEN-FM Kiss 100.3 FM pasan a formar parte de Grupo Imagen quedando solamente la XHOE-FM Kiss 95.5 FM como la única emisora integrante de este grupo. El 1 de julio de 2008 tras un año regresa a Querétaro Exa FM ahora en la frecuencia 95.5.
El primero de octubre de 2016 se integra al grupo, la XHXE-FM 92. 7 transmitiendo el formato KISS FM

## Emisoras en Querétaro, Qro.
- La Mejor FM 92.7 XHXE-FM 92.7 MHz

Música Grupera.
Página de Internet : https://www.lamejor.com.mx/queretaro
- Exa FM 95.5 XHOE-FM 95.5 MHz

Música juvenil en inglés y en español de la actualidad.
Página de Internet : https://www.exafm.com/queretaro

## Conceptos de Multimundo Radio / Desarrollo Radiofónico / Núcleo Radio Centro Queretano.
- Radio Alegría 1450 AM XENA-AM 1450 kHz.

Potencia grupera por tradición.
Música grupera-popular de las décadas de los 70's, 80's y 90's.
- Corazón 1250 AM XEJX-AM 1250 kHz.

Latidos de toda una vida.
Música romántica en español de las décadas de los 70's, 80's y 90's.
- Mi Consentida 1310 AM XEHY-AM 1310 kHz.

Música grupera-popular de las décadas de los 70's, y 80's.
- La Divertida 1250 XEJX-AM 1250 kHz.

Éxitos de la música en español de las décadas de los 70's, y 80's, además de programación hablada al servicio de la comunidad.
- Fama 99 FM XHMQ-FM 98.9 MHz.

Va con tu manera de ser.
Baladas en español de las décadas de los 70's, y 80's.
- Fantasia FM

La fuente que mantiene viva tu imaginación.
Transmitida en XHMQ-FM 98.9 MHz y en XHMIG-FM 105.9 MHz de San Miguel de Allende, Guanajuato. Baladas en español de las décadas de los 70's, y 80's.
- La señal de las estrellas XEHY-AM 1310 kHz.

Éxitos de la música en español de las décadas de los 70's, y 80's.
- Radio Dólar XEJX-AM 1250 kHz.

Tu estrella en radio.
Lo mejor de la música en español de las décadas de los 60's, 70's, y 80's.
- Stereo Mundo XHOE-FM 95.5 MHz.

La máxima fidelidad en el sonido estéreo.
Música universal de las grandes bandas en la década de los 80's.
- La estación del planeta XHOE-FM 95.5 MHz.

Un elemento vital para tus oídos.
Música en inglés para el adulto contemporáneo.
- Stereo FM

El ritmo de tu idioma.
Transmitida en XHOZ-FM 94.7 MHz y en XHMIG-FM 105.9 MHz de San Miguel de Allende, Guanajuato. Música juvenil de la década de los 90's.
Corporación Multimundo Radio
- Datos: Q5788929